# Paralelo 81 S
O Paralelo 81 S é um paralelo no 81° grau a sul do plano equatorial terrestre. Atravessa a Antártida e algumas das suas plataformas de gelo.

## Dimensões
Conforme o sistema geodésico WGS 84, no nível de latitude 81° S, um grau de longitude equivale a 17,47 km; a extensão total do paralelo é portanto 6.290 km, cerca de 15,5% da extensão do Equador, da qual esse paralelo dista 8.997 km, distando 1.005 km do polo norte.

## Cruzamentos
Sua extensão é de cerca de 6290 km, sendo 87,12% sobre terras e 22,88% sobre o mar.
Começando pelo Meridiano de Greenwich e tomando a direção leste, o paralelo 80° Sul passa sucessivamente por:
| País, território ou mar              | Notas |
| ------------------------------------ | --- |
| Antártida Oriental                   | Passa a sul da plataforma de gelo Amery, pelo ‘’Domo Argus’’ ("meseta" 4.000 m) Terra de Wilkes e Terra de Victoria |
| Plataforma de gelo de Ross           | Passa a sul da Ilha de Ross                                                                                         |
| Antártida Ocidental                  | Terra de Marie Byrd                                                                                                 |
| Plataforma de gelo de Filchner-Ronne | Extremo sul da Ilha Berkner                                                                                         |